# Rubin Carter
Rubin «Hurricane» Carter (Paterson, Nueva Jersey, 6 de mayo de 1937 - Toronto, Canadá, 20 de abril de 2014) fue un boxeador estadounidense. Boxeó en el peso medio desde 1961 a 1966. En 1966 fue arrestado injustamente por un triple homicidio en el Lafayette Bar and Grill de su ciudad natal. Él y otro hombre, John Artis, fueron juzgados y condenados en sendos juicios (1967 y 1976) por dichos asesinatos, pero después de que la condena fuera anulada en 1985 (casi 20 años), los fiscales decidieron no juzgar el caso por tercera vez. 
La autobiografía de Carter, titulada The Sixteenth Round, fue publicada en 1975 por Warner Books. La historia inspiró la canción de Bob Dylan de 1975 "Hurricane" y la película de 1999 The Hurricane (con Denzel Washington interpretando a Carter). De 1993 a 2005, Carter fue director Ejecutivo de la AIDWYC (Association in Defence of the Wrongly Convicted).

## Biografía
Carter, cuarto de siete hermanos, se crio en Paterson (Nueva Jersey). Recién cumplidos los once años fue imputado por asalto y robo y enviado al reformatorio. Carter declaró que defendió con una navaja de Boy Scout a un amigo del que intentó abusar un pedófilo. Escapó del reformatorio en 1954 y se alistó en el ejército. Unos meses después de terminar su preparación básica en infantería, fue enviado a Alemania Occidental. Comenzó a ir a clase - incluyendo una clase del método Dale Carnegie - lo que le ayudó a superar sus problemas de tartamudez. Se convirtió al Islam y durante un tiempo, cambió su nombre. En mayo de 1956 se dio de baja en el ejército después de haber cumplido 21 meses de su contrato de alistamiento de tres años y regresó a su ciudad natal con la intención de convertirse en boxeador profesional.
Apenas un mes después de su salida del ejército, Carter fue arrestado por su huida del reformatorio y condenado a 9 meses de prisión, de los que cumplió cinco en la prisión de Annandale. Tras ser puesto en libertad, cometió varios asaltos, entre ellos el robo a una mujer negra, declarándose culpable y siendo nuevamente encarcelado hasta septiembre de 1961 en la prisión de máxima seguridad estatal de East Jersey.

## Acusaciones de asesinato

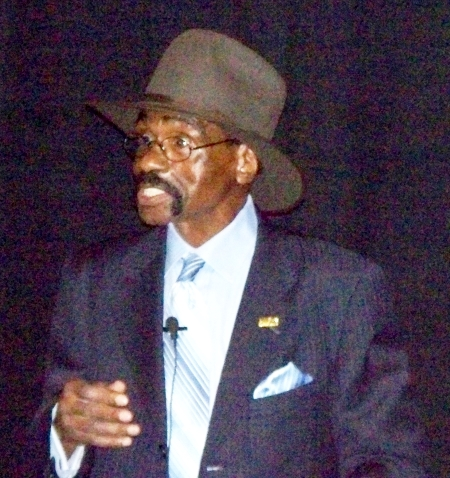
Rubin Carter en 2011.

El 17 de junio de 1966, Carter y su amigo John Artis fueron detenidos como sospechosos de un triple asesinato, ocurrido en el Lafayette Bar and Grill, en Nueva Jersey.  Ese mismo año fue juzgado en un juicio lleno de irregularidades y prejuicios raciales por un jurado formado por blancos - basándose en el testimonio de dos ladrones que luego se retractaron - y fueron condenados a tres cadenas perpetuas. Este caso se manejó con un perfil muy bajo para que no saliera a la luz, hasta que Bob Dylan en el año 1975 escribió la canción Hurricane (del álbum Desire) a modo de protesta para denunciar este injusto episodio, además de ser interpretada en su gira Rolling Thunder Revue en 1975. La canción dice así: "Esta es la historia de Huracán, pero no habrá terminado hasta que limpien su nombre y le devuelvan el tiempo que ha cumplido, lo pusieron en una celda pero pudo haber sido campeón del mundo..." Huracán luchó por demostrar su inocencia y mientras estuvo en la cárcel, se dedicó a estudiar filosofía y leyes. Muhammad Alí encabezó una marcha para reclamar un nuevo juicio, que pese a que se realizó, acabó también en condena.
Tras recibir el apoyo de importantes líderes de la comunidad negra y artistas, el 7 de noviembre de 1985 se le dio la oportunidad de presentar nuevas pruebas para demostrar su inocencia. Durante el nuevo juicio de apelación, se reconocieron claros elementos de racismo durante el proceso penal. Se comprobó que hubo corrupción de la policía, declaraciones bajo coacción y pruebas falseadas. El juez, ante la evidencia, le concedió la libertad inmediatamente, al considerar que los derechos de Carter habían sido violados y que el castigo respondió "más al racismo que a la razón."
Tras su puesta en libertad residió en Toronto, donde se dedicó a dar charlas motivacionales, además de ser el director de la fundación AIDWYC (Association in Defence of the Wrongly Convicted) que se dedica a defender los derechos de los presidiarios injustamente condenados. Hasta el día de hoy, dicha organización ha tenido éxito en decenas de casos.

## Carrera boxística de Hurricane Carter
Aunque nunca se coronó campeón del mundo, Carter tuvo un registro de 27 victorias (19 por KO o fuera de combate, 12 derrotas y un combate nulo, y, en una pelea memorable, noqueó al campeón de dos categorías Emile Griffith en el primer asalto en 1963. También combatió por el título del peso medio en 1964, pero perdió por decisión unánime ante Joey Giardello.

## En el cine
The Hurricane, conocida en España como Huracán Carter y en algunos países de Latinoamérica como Huracán, es una película de 1999 dirigida por Norman Jewison basada en las novelas The round 16 y Lazarus and the Hurricane, y protagonizada por Denzel Washington, el cual ganó un Globo de Oro y estuvo nominado al Oscar por interpretar a Carter, quien elogió "la incansable lucha para asegurar la justicia para todos"

## Fallecimiento
Rubin "Hurricane" Carter falleció el domingo 20 de abril de 2014 a la edad de 76 años en Toronto debido a un cáncer de próstata contra el que estuvo luchando durante 2 años.